# Шадрина, Людмила Александровна
Людмила Александровна Шадрина (в девичестве Сидорова; 19 октября 1992, Москва) — российская футболистка, защитница.

## Биография
Училась в ГБОУ СОШ № 1416 с углубленным изучением английского языка.
Начинала заниматься футболом в командах «Приалит» (Реутов) и «Чертаново» (Москва), первый тренер — Попова Мария Александровна.
На взрослом уровне дебютировала в высшей лиге России в 2010 году в составе клуба «Измайлово». Всего за четыре года сыграла 46 матчей за «Измайлово» в высшей лиге, а в 2013 году стала финалисткой Кубка России. В 2014 году выступала за «Россиянку», но провела только два матча.
С 2016 года выступала за ЦСКА. Сезон 2017 года провела на правах аренды в «Россиянке» и принимала участие в матчах еврокубков, затем вернулась в армейский клуб. В 2020 году перешла в «Зенит», за который выступала до 30 ноября 2021 года. Бронзовый призёр чемпионата России 2021 гола (сыграла в сезоне 2 матча).
Выступала за молодёжную сборную России. В составе студенческой сборной России принимала участие в Универсиаде 2013 года в Казани, где россиянки заняли девятое место, на турнире провела 4 матча.
Разведена. До 2014 года носила фамилию Сидорова.